# Parafia Narodzenia Najświętszej Maryi Panny w Chełmnie nad Nerem
Parafia Narodzenia Najświętszej Maryi Panny w Chełmnie nad Nerem – rzymskokatolicka parafia położona w północnej części gminy Dąbie. Administracyjnie należy do dekanatu kolskiego (diecezja włocławska). Do parafii należy 1904 wiernych.

## Historia
Chełmno wymieniane jest po raz pierwszy w dokumencie z 1136 wśród 149 osad - posiadłości arcybiskupstwa gnieźnieńskiego, które bł. Bogumił z Dobrowa nadał cystersom. Parafia została erygowana prawdopodobnie w XIII wieku. Do 1818 podlegała administracyjnie archidiecezji gnieźnieńskiej, następnie do 1920 - archidiecezji warszawskiej, w latach 1920 - 1925 - diecezji łódzkiej, a obecnie - diecezji włocławskiej. Odpust parafialny odbywa się w święto Narodzenia NMP (8 września).

### Kościół
Poprzedni kościół - drewniany z 1779, spłonął. Obecny murowany kościół pod wezwaniem Narodzenia NMP został zbudowany w stylu neogotyckim w 1875, a konsekrowany w 1887. Nad kruchtą znajduje się dwukondygnacyjna wieża. W ołtarzu umieszczony jest obraz Matki Bożej Częstochowskiej, a po bokach rzeźby świętych Piotra i Pawła. Kościół jest ogrzewany i wentylowany.
W latach 2003–2009, kiedy proboszczami byli ks. Marek Ziemkiewicz i ks. Józef Miłek, pomalowano wnętrze kościoła i zewnętrzną elewację. Przeprowadzono konserwację i złocenie ołtarzy. Założono granitową posadzkę w całej świątyni i ogrzewanie podłogowe. Zbudowano z marmuru ołtarz posoborowy i miejsce przewodniczenia. Ponadto zostały wzmocnione i osuszone fundamenty kościoła od zewnątrz.
Od 2014 do 2021 roku funkcję proboszcza pełnił ks. Grzegorz Grochowski.

## Zasięg parafii
Do parafii należą wierni z miejscowości: Chełmno, Chruścin, Gaj, Grabina Wielka, Krzykosy, Ladorudz, Lutomirów, Majdany, Rzuchów, Sobótka - położone w gminie Dąbie oraz Ladorudzek położony w gminie Grzegorzew.
Placówką edukacyjną znajdującą się w granicach administracyjnych parafii jest Szkoła Podstawowa im. Adama Mickiewicza w Chełmnie.